# وتردن
وتردن (به انگلیسی: Wetherden) یک روستا و محله مدنی در بریتانیا است که در Mid Suffolk واقع شده‌است.